# Niles, Illinois
Niles là một làng thuộc quận Cook, tiểu bang Illinois, Hoa Kỳ. Năm 2010, dân số của làng này là 29803 người.

## Dân số
Dân số qua các năm:
- Năm 2000: 30068 người.
- Năm 2010: 29803 người.